# Masury
Masury és una concentració de població designada pel cens dels Estats Units a l'estat d'Ohio. Segons el cens del 2000 tenia 2.618 habitants.

## Demografia
Segons el cens del 2000, Masury tenia 2.618 habitants, 1.044 habitatges, i 722 famílies. La densitat de població era de 279,2 habitants per km².
Dels 1.044 habitatges en un 30,8% hi vivien nens de menys de 18 anys, en un 50,9% hi vivien parelles casades, en un 14,5% dones solteres, i en un 30,8% no eren unitats familiars. En el 27,6% dels habitatges hi vivien persones soles el 12,9% de les quals corresponia a persones de 65 anys o més que vivien soles. El nombre mitjà de persones vivint en cada habitatge era de 2,41 i el nombre mitjà de persones que vivien en cada família era de 2,92.
Per edats la població es repartia de la següent manera: un 23,6% tenia menys de 18 anys, un 7,6% entre 18 i 24, un 26,7% entre 25 i 44, un 23,4% de 45 a 60 i un 18,8% 65 anys o més.
L'edat mediana era de 40 anys. Per cada 100 dones de 18 o més anys hi havia 83,1 homes.
La renda mediana per habitatge era de 36.958 $ i la renda mediana per família de 45.302 $. Els homes tenien una renda mediana de 40.088 $ mentre que les dones 21.535 $. La renda per capita de la població era de 17.226 $. Aproximadament el 12,5% de les famílies i el 12,9% de la població estaven per davall del llindar de pobresa.

## Poblacions properes
El següent diagrama mostra les poblacions més properes.